# 中国人民解放军第一七四医院
解放军第一七四医院（中国人民解放军陆军第七十三集团军医院、厦门大学附属成功医院），位于厦门市思明区，隶属中国人民解放军陆军第七十三集团军，是三级甲等医院。

## 历史
前身为华东野战军第十三纵队后勤部直属医疗队和手术队，1947年9月组建于山东省平度县，1949年6月随大军南下福建。1950年11月改编为73111部队医院，1951年进驻厦门，1963年11月改番号为解放军第一七四医院。1999年4月25日应联勤需要，医院由73111部队转隶73881部队:699。2018年9月根据军队改革调整更名为陆军第七十三集团军医院